# Depressió tropical quinze (2007)
La depressió tropical quinze va ser la tempesta quinzena i més dèbil de la temporada d'huracans a l'Atlàntic del 2007. L'origen de la depressió va ser una extensa pertorbació, possiblement associada a la zona de baixa pressió de les restes de l'huracà Karen, el 4 d'octubre.
El sistema es va organitzar lentament, desenvolupant una àrea de baixes pressions el 8 d'octubre al nord-est de les Illes Turks i Caicos. La convecció associada a la tempesta augmentà constantment a mesura que la baixa es desplaçava cap al nord-est. L'11 d'octubre, la baixa es va organitzar com a Depressió Tropical Quinze a uns 1.190 km a l'est-sud-est de les Bermudes, després que la convecció hagués persistit unes 12 hores. Un important cisallament del vent del sud-oest va inhibir el desenvolupament.
El 12 d'octubre la depressió es va alentir, al mateix temps que la convecció començava a disminuir. Aquella tarda la depressió va degenerar en una petita baixa que va persistir durant els propers dies, mentre augmentava la velocitat i prenia un gir gradual cap al nord-est. La baixa es va convertir en un cicló extratropical el 14 d'octubre i es va intensificar, movent-se per les Açores amb vents amb força de vent. Va arribar a vents de 85 km/h abans de ser absorbit per una tempesta extratropical més gran el 18 d'octubre.